# Anthurium oxybelium
Anthurium oxybelium là một loài thực vật có hoa trong họ Ráy (Araceae). Loài này được Schott miêu tả khoa học đầu tiên năm 1857.

## Hình ảnh

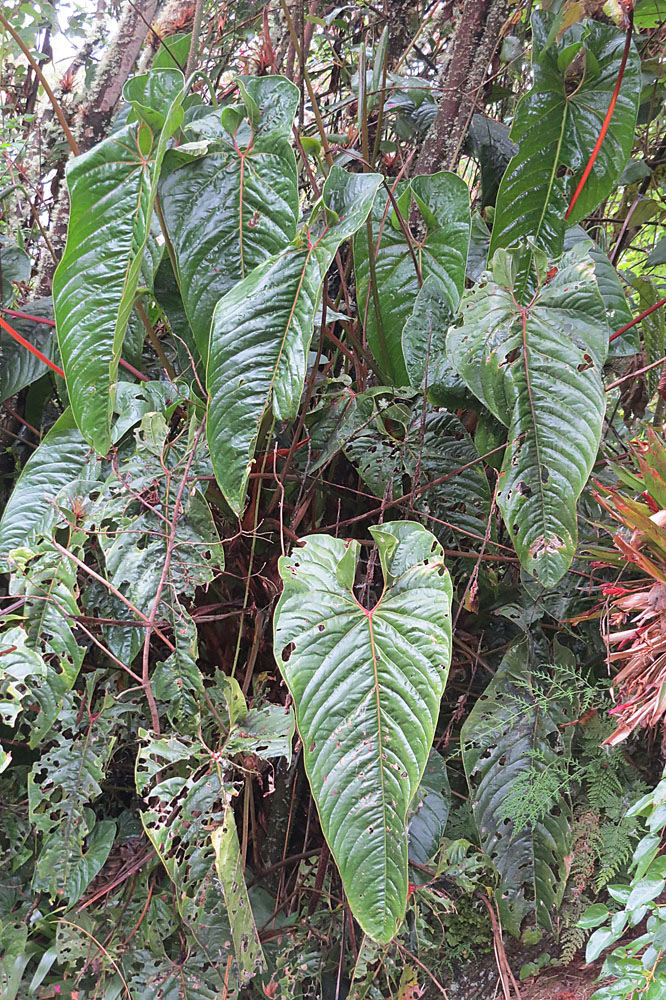